# Arg-é Bam
O Arg-e Bam (em persa: ارگ بم‎‎) foi o maior edifício de adobe do mundo, localizado em Bam, cidade da província de Carmânia, no sudeste do Irã. Listado pela UNESCO como parte do Patrimônio Mundial "Bam e sua paisagem cultural". A origem dessa enorme cidadela na Rota da seda pode ser traçada desde o Império Aquemênida (séculos VI a.C. a IV a.C.). Seu auge data dos séculos sétimo a décimo primeiro por sua localização na encruzilhada de importantes rotas comerciais e conhecida pela produção de vestuário de seda e algodão.
Todo o edifício consistia em uma grande fortaleza que englobava a cidadela, mas por conta da fascinante vista da cidadela, que representa o ponto mais alto do lugar, toda a fortaleza é conhecida como Cidadela de Bam.
Em 26 de dezembro de 2003 a Cidadela de Bam foi quase completamente destruída por um sismo, que também atingiu grande parte de Ban e seus arredores. Dias após o terremoto, o presidente do Irã, Mohammad Khatami, anunciou que a Cidadela seria reconstruída.

## História
Não há data arqueológica precisa sobre a construção da Cidadela de Bam. Entretanto, a partir de fontes históricas e textos antigos, o primeiro assentamento humano na região pôde se dar a partir da construção do forte entre 579 e 323 a.C.. Algumas das características da cidadela, como a sua construção sobre uma plataforma que combina uma colina natural e um terraço artificial foram comparadas por arqueólogos ao modelo arquemênida de Persépolis. 
Durante o Império Parta, o forte foi expandido e tornou-se  Arg-é Bam, a Cidadela de Bam. um estudo comparativo chamado Bam and a Brief History of Urban Settlement and Planning in Iran (Bam e uma breve história de colonização e planejamento urbano no Irã) concluiu que a parte central e da cidade de Bam e sua seção governante foram construídos durante o Império Parta. Sob o Império Sassânida, a cidadela foi confiscada por Ardeshir Babakan. Novas extensões foram construídas entre os anos 224 e 637 d.C..
Alguns anos mais tarde, em 645, a região da Carmãnia foi conquistada pelos Árabes e Arg-é Bam provavelmente foi danificada durante a guerra. Um dos comandantes Árabes construiu a mesquita Al Rasoul, uma das primeiras mesquitas construídas no Irã no início da Era islâmica. Em 656 os Carijitas, grupo radical muçulmano derrotado por Imame Ali, escapara para Carmânia e se instalaram na Arg-é Bam. Em 869, Iacube ibne Alaite Alçafar, que estava lutando contra o Califado Abássida, derrotou os carijitas e tomou Arg-é Bam, tornando-a sua base permanente. O nome Bam é mencionado por escritores islâmicos pela primeira vez no século X. De acordo com esses autores, Bam era um mercado bem localizado e rodeado por uma vasta área agrícola. A cidade foi famosa por seus tecidos de algodão de bom gosto, sua impenetrável cidadela, seu mercado movimentado e suas palmeiras.

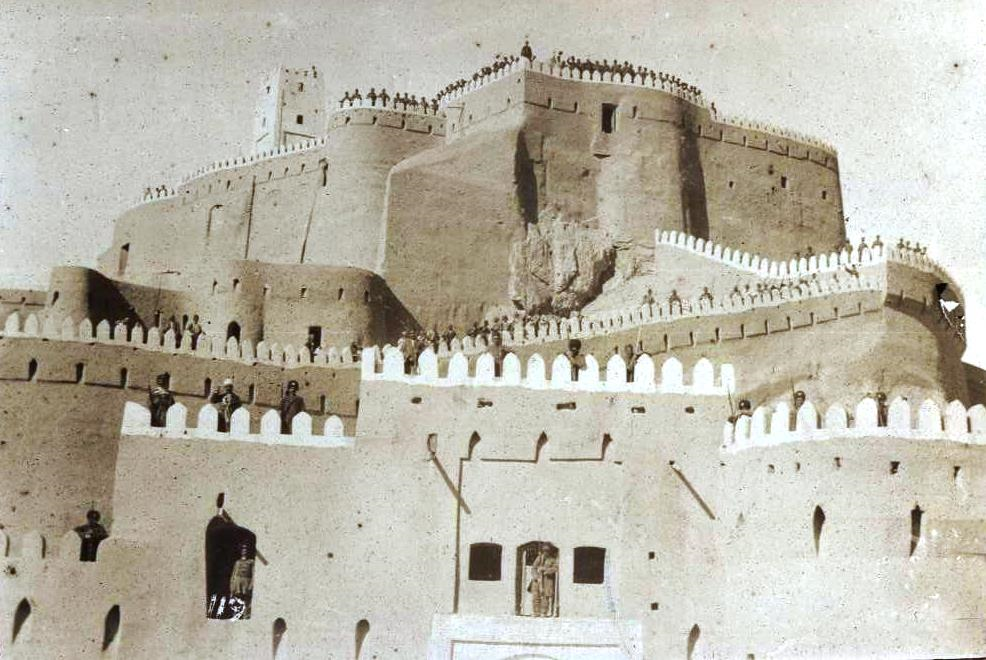
Cidadela de Bam em 1902

Depois da invasão mongol no Irã, Bam e a região da Carmânia foram entregues a dinastia Qarakhataian, que liderou entre os anos 1240 e 1363. Bam se beneficiou da localização estratégica na rota de especiarias que liga a região à rota da seda. A região era conhecida pela criação do bicho da seda e por uma florescente industria de produção de seda.

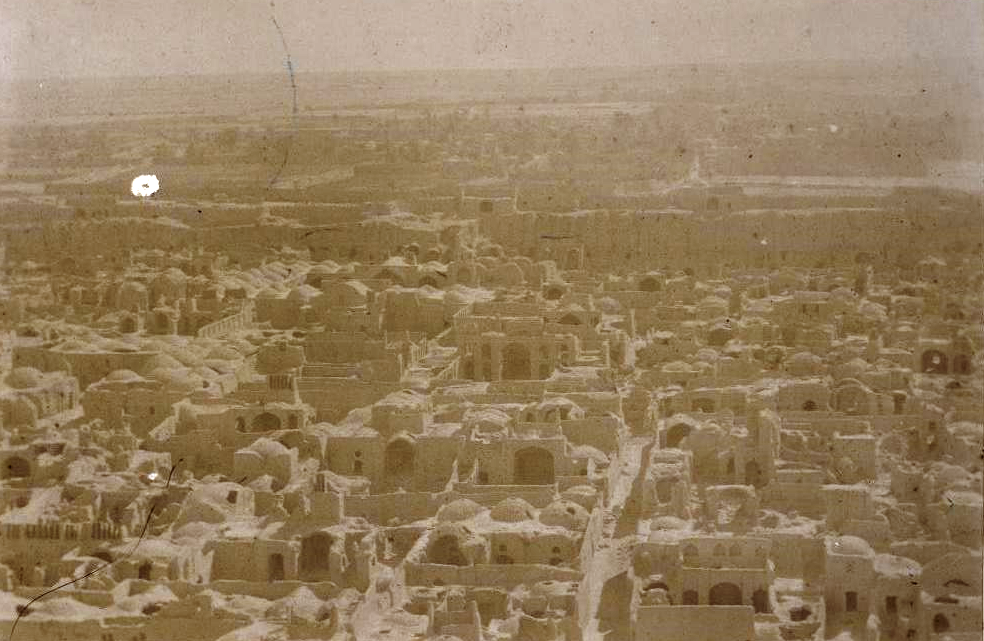
Vista da antiga cidade de Bam em 1902

Durante a dinastia Safávida (1502 - 1722), o Irã passou por um período de relativa estabilidade. Arg-é Bam e todo o restante do país sofreram um desenvolvimento considerável. Em direção ao fim do período safávida, Arg-é Bam foi conquistada pelo fundador da Dinastia Qajar, Maomé Cã Cajar, que usou a cidadela como ponto estratégico para evitar incursões afegãs e baluchas, transformando o edifício em um complexo militar. Em 1839, Agha Khan Mahalliati, fundador da seita Esmaili, levantou-se contra Mohammad Shah Qajar e se refugiou em Arg-é Bam até que o principe Mirza Firouz, que depois ficou conhecido como Farman Farma (o governante dos governantes) o prendeu.  A crescente presença militar dentro dos muros da Arg-é Bam fez com que gradualmente as pessoas se estabelecessem fora dos limites das muralhas: em 1880, Firooz Mirza escreveu que apenas o pessoal militar poderia residir na área da cidadela e sugeriu que a cidade velha e abandonada assentada aso pés da cidadela fosse demolida para a construção de um jardim. Em 1900, se iniciou a construção da nova cidade de Bam e a população gradualmente migrou pra a velha Bam.
A cidadela de Arg-é Bam foi usada por uma guarnição até 1932 mas aparentemente ninguém mais residia a antiga cidade aos seus pés. Arg-é Bam e a velha cidade foram então abandonadas desde 1932. Em 1953, o local passou a ser reconhecido como um patrimônio histórico nacional de grande importância. Um processo de conservação e restauro foi iniciado na região mas a maioria do trabalho só foi realizada a partir de 1973.
Depois da Revolução islâmica, Arg-é Bam ficou sob a responsabilidade da Organização do Patrimônio Cultural do Irã (Iranian Cultural Heritage Organization (ICHO)).
Em 1993, a cidadela foi designada como um dos projetos mais importantes da Organização do Patrimônio Cultural Nacional.

## Arquitetura

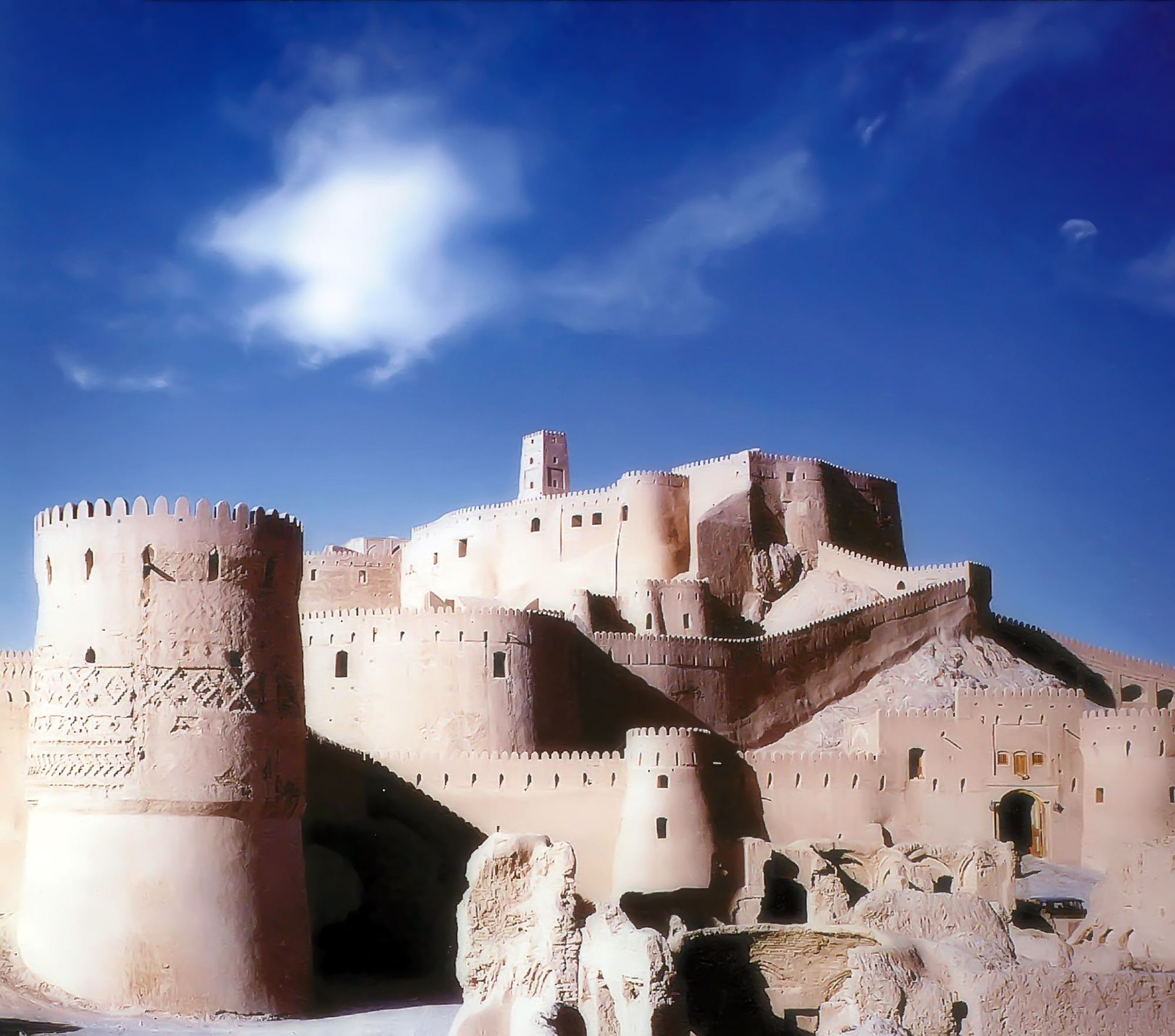
Arg-é Bam antes do sismo de 2003.

O planejamento e arquitetura da cidadela são pensados a partir de diferentes pontos de vista. A partir da forma atual da cidadela pode-se notar que os planejadores do edifício previram totalidade final da Arg-é Bam e da cidade através das primeiras etapas da processo de construção. Durante cada etapa do processo de construção a parte já construída podia desfrutar o complemento completo, e cada parte adicional a ser construída poderia ser acoplada ao bloco já existente com perfeição.
A cidadela é situada no centro da fortaleza-cidade, no ponto que permite uma visão mais ampla.
Na forma arquitetônica da Cidadela de Bam existem duas partes distintas:
A parte governante na muralha mais interior, sustendo a cidadela, os quarteis, o moinho, a casa das quatro estações, o poço (cavado na terra rochosa e com cerca de 40 metros (130 pés) de profundidade), e o estábulo com capacidade para 200 cavalos.
A parte governada rodeada consiste na entrada principal de toda a fortaleza-cidade e do bazar ao longo do eixo norte-sul (que conecta a entrada principal à cidadela), e aproximadamente 400 casas com seus prédios públicos associados (como uma escola e um local desportivo).
São distinguíveis três tipos de casas diferentes:
Casas menores de 2 a 3 cômodos para as famílias mais pobres.
Casas maiores com 3 a 4 cômodos, e algumas com varandas, para famílias um pouco mais abastadas. E casas mais luxuosas, e em menor número, com mais cômodos orientados em diferentes direções adequadas as diferentes estações do ano. Essas casas maiores também costumam ter área com grande campo e estábulo para os animaisda proximidade. 
Todas as construções são feitas com tijolos de argila não-cozidos, ou seja, adobes. A Cidadela de Bam foi provavelmente a maior estrutura arquitetônica feita em adobe no mundo até o terremoto de 2003. 
Sua estrutura foi utilizada como locação principal para as filmagens de Valerio Zurlini's em The Desert of the Tartars.

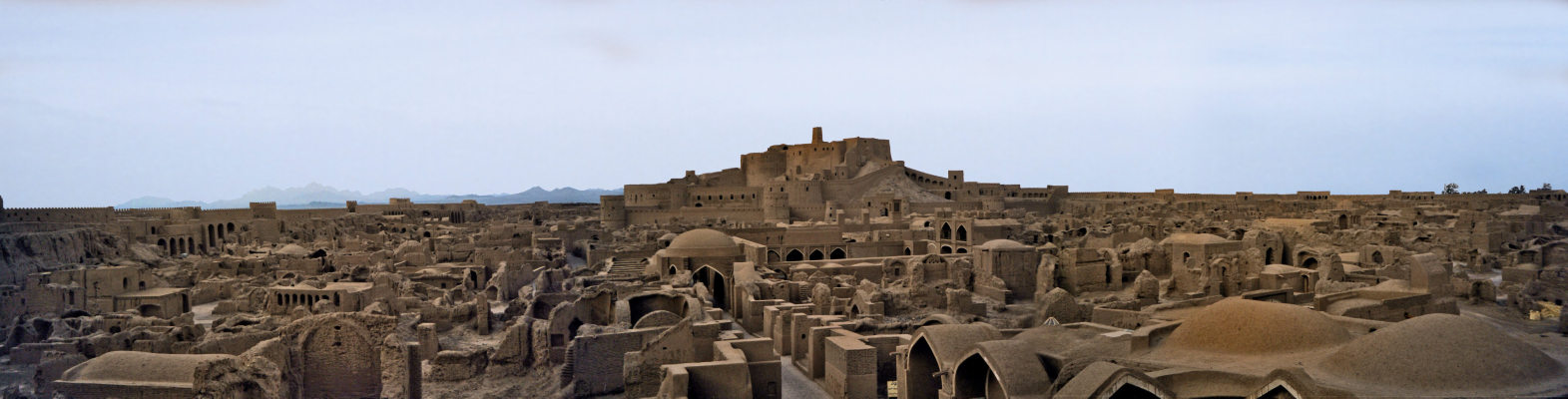
Cidadela de Bam ao centro da antiga cidade de Bam

### Descrição da cidadela

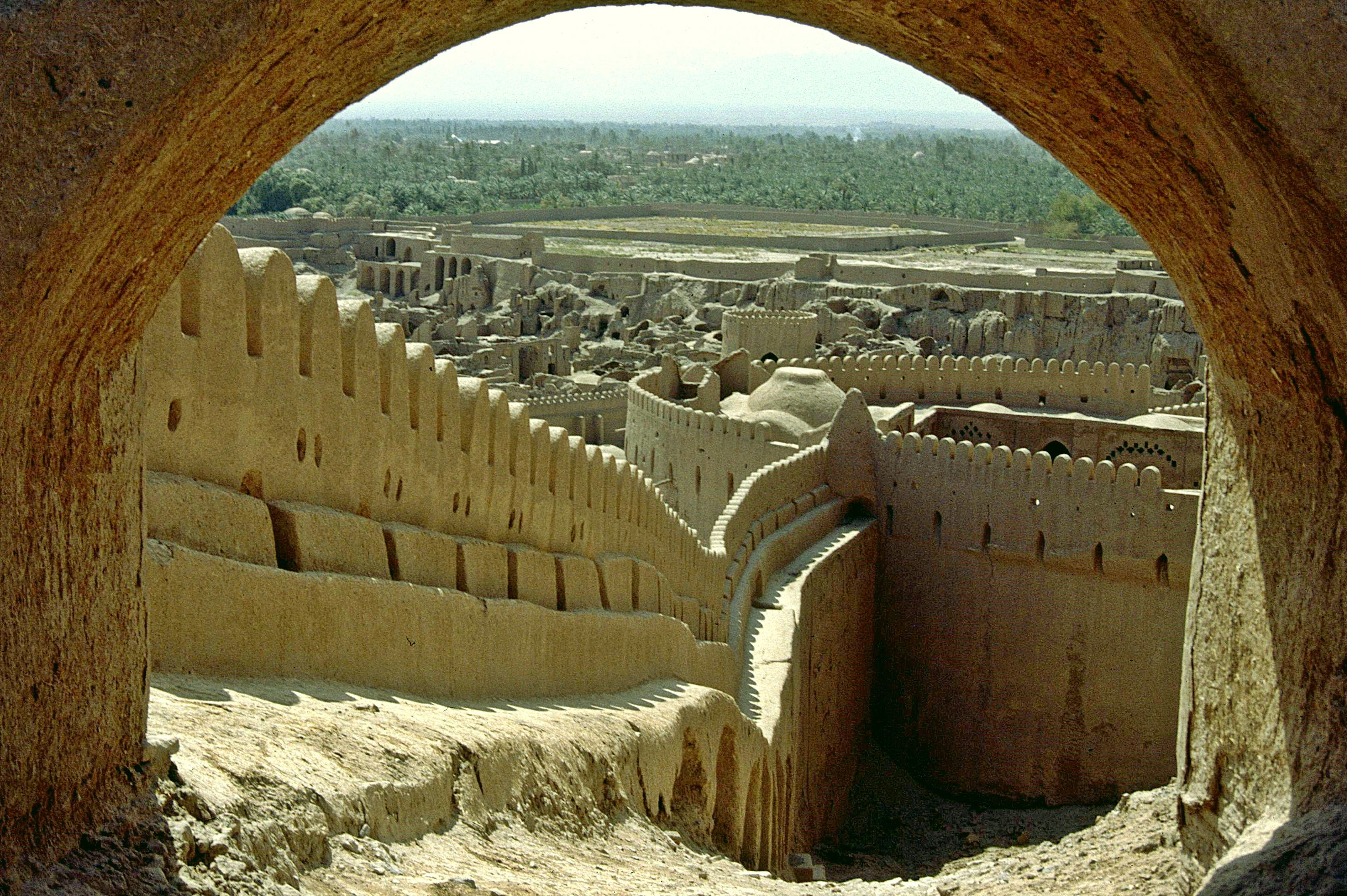
Vista da muralha da Cidadela de Bam

A cidadela consiste em quatro seções principais: uma zona residencial, os estábulos, os quarteis do exército e a residência do governador.  
Arg-e-Bam tinha 38 torres de vigia, quatro portões de entrada e a parede de defesa estava cercada por um fosso exterior. Os quartéis do governo estão em uma colina rochosa, protegida por um muro de fortificação dupla. As estruturas mais notáveis são o mercado, a Mesquita Congregacional, o conjunto Mirza Na'im e a Casa Mir.

### Dimensões
Maior que o Castelo Rayen, a área da Cidadela de Bam é de aproximadamente 180,000 metros quadrados (44 acres), e ela é rodeada por gigantescos muros de 6 a 7 metros (20-23 pés) de altura e 1,815 metros (5,955 pés) de comprimento. A cidadela possui duas das "torres permanentemente acordadas", pelas quais Bam é famosa - há mais de 67 torres espalhadas por toda a antiga Bam.

## Terremoto de 2003
Em 26 de dezembro de 2003 ás 5:26 da manhã do horário local, Bam foi atingida por um forte terremoto. O Geological Survey dos Estados Unidos estimou que a magnitude desse desastre natural foi de 6,6 na Escala Richter e o terremoto ainda teve uma aceleração vertical de 1G. Aproximadamente 142,000 pessoas viviam em Bam. Os abalos extremamente destrutivos chegaram a matar cerca de 26,200 pessoas, e deixou milhares de feridos e mais de 75,000 desabrigados. Aproximadamente 70% dos edifícios foi destruído. O terremoto foi tão devastador porque seu hipocentro estava localizado logo abaixo da cidade de Bam, em cerca de 7 km de profundidade.
A região de Bam possui um subsolo com uma série de falhas. A principal falha geológica, conhecida como Falha de Bam, estava inativa por muito tempo. Embora o terremoto tenha sido na parte sul de Bam a maior parte da movimentação horizontal de suas ondas se direcionou de leste para oeste e foi perpendicular à direção da principal falha localizada aproximadamente a 3 km ao leste de Bam. É provável que a Falha de Bam canalizou sua energia de norte para sul, contudo, ao mesmo tempo atuou como um bumerangue, retornando sua energia de leste a oeste. Essa constatação foi perceptível nos vários locais em que os edifícios arruinados tinham seus eixos principais orientados de norte a sul (Arg-é Bam, Bam e as aldeias no leste de Bam). Dessa forma, esses edifícios não podiam suportar as ondas vindas do leste (Bam) ou oeste (vilas a leste de Bam) e perpendiculares à cidade.
Os edifícios que tinham o seu eixo principal orientados de lesta para oeste estavam na mesma direção das ondas sísmicas e responderam muito melhor aos abalos. Algumas de suas partes ficaram danificadas mas não foram completamente arruinadas. Esses edifícios também apresentaram típicas fendas de cisalhamento típicas de quando o movimento do solo está na direção do plano das paredes. 
As estruturas que foram mantidas e repetidamente modificadas ou expandidas ao longo dos tempos foram foram mais abaladas do que as estruturas mais antigas da cidadela que não sofreram qualquer modificação pelos séculos. O mesmo pôde ser observado nas estruturas que tiveram alguma modificação mais parcial como algum fortalecimento ou restauro durante o final do século XX.

### Consequências do terremoto
A cidadela, incluindo a residência do governador, a torre principal, o Palácio das Quetro Estações e hamame, foi quase totalmente destruída por ter sido construída no topo da colina. A colina rochosa concentrou a energia do terremoto. Os edifícios ruiram pois os alicerces estavam assentes num estrato não homogêneo, feito de pedras e terra. A terra entre as pedras desandou com a movimentação do solo. A cidade aos pés da cidadela foi quase devastada, especialmente a parte que tinha sido restaurada. A maioria dos telhados abobadados ficaram rachados devido à danificação das paredes. Paradoxalmente, essa parte da cidade foi menos danificada do que a parte que tinha sido parcialmente restaurada, embora toda a muralha ao lado tenha ruído.
Na área do templo zoroástrico, os edifícios já se encontravam bastante danificados antes do teerremoto e não sofreram tanto quanto a cidade restaurada de Arg-é Bam. A Cidadela de Khale Dokhtar já não tinha muitos dos telhados abobadados. A parte mais danificada foi a torre. A Cidadela de Khale Dokhtar pode ser datada até o Império Sassânida e acredita-se que pode ser ainda anterior à Arg-é Bam.
O Pavilhão de Verão Kushk Rahim Abad e um antigo caravançarai a três quilômetros a leste de Arg-é Bam não foram danificados pelo terremoto. O Pavilhão de verão já estava criticamente arruinado antes do terremoto. O antigo caravançarai estava abandonado há muito tempo e partes da construção já estavam em ruínas.
Após uma fase de planeamento moroso de 2007 a 2014, a cidade foi reconstruída, concluindo-se as obras em março de 2018..